# Darren Moore
Darren Mark Moore (Birmingham, 22 aprile 1974) è un allenatore di calcio, dirigente sportivo ed ex calciatore giamaicano con cittadinanza inglese, tecnico del Port Vale; è anche membro del comitato direttivo della Professional Footballers' Association.

## Carriera
In carriera ha collezionato due presenze con la nazionale giamaicana. A livello di club, ha rappresentato Torquay United, Doncaster Rovers, Bradford City, Portsmouth, West Bromwich Albion, Derby County, Barnsley e Burton Albion.
Nel 2018 ha iniziato la sua esperienza di allenatore, portandosi sulla panchina del West Bromwich Albion; successivamente ha guidato Doncaster Rovers e Sheffield Wednesday.

## Statistiche

### Calciatore

#### Cronologia presenze e reti in nazionale
| Cronologia completa delle presenze e delle reti in nazionale ― Giamaica | Cronologia completa delle presenze e delle reti in nazionale ― Giamaica | Cronologia completa delle presenze e delle reti in nazionale ― Giamaica | Cronologia completa delle presenze e delle reti in nazionale ― Giamaica | Cronologia completa delle presenze e delle reti in nazionale ― Giamaica | Cronologia completa delle presenze e delle reti in nazionale ― Giamaica | Cronologia completa delle presenze e delle reti in nazionale ― Giamaica | Cronologia completa delle presenze e delle reti in nazionale ― Giamaica |
| Data                                                                    | Città                                                                   | In casa                                                                 | Risultato                                                               | Ospiti                                                                  | Competizione                                                            | Reti                                                                    | Note                                                                    |
| ----------------------------------------------------------------------- | ----------------------------------------------------------------------- | ----------------------------------------------------------------------- | ----------------------------------------------------------------------- | ----------------------------------------------------------------------- | ----------------------------------------------------------------------- | ----------------------------------------------------------------------- | ----------------------------------------------------------------------- |
| 2-9-1999                                                                | Toronto                                                                 | Canada                                                                  | 1 – 0                                                                   | Giamaica                                                                | Amichevole                                                              | -                                                                       | 72’                                                                     |
| 14-5-2000                                                               | Montego Bay                                                             | Giamaica                                                                | 0 – 1                                                                   | Panama                                                                  | Amichevole                                                              | -                                                                       | 46’                                                                     |
| Totale                                                                  |                                                                         | Presenze                                                                | 2                                                                       |                                                                         | Reti                                                                    | 0                                                                       |                                                                         |

### Allenatore
Statistiche da allenatore aggiornate al 1º luglio 2022.
| Stagione                   | Squadra                    | Campionato                 | Campionato | Campionato | Campionato | Campionato | Coppe nazionali | Coppe nazionali | Coppe nazionali | Coppe nazionali | Coppe nazionali | Coppe continentali | Coppe continentali | Coppe continentali | Coppe continentali | Coppe continentali | Altre coppe | Altre coppe | Altre coppe | Altre coppe | Altre coppe | Totale | Totale | Totale | Totale | % Vittorie | Piazzamento |
| Stagione                   | Squadra                    | Comp                       | G          | V          | N          | P          | Comp            | G               | V               | N               | P               | Comp               | G                  | V                  | N                  | P                  | Comp        | G           | V           | N           | P           | G      | V      | N      | P      | %          | Piazzamento |
| -------------------------- | -------------------------- | -------------------------- | ---------- | ---------- | ---------- | ---------- | --------------- | --------------- | --------------- | --------------- | --------------- | ------------------ | ------------------ | ------------------ | ------------------ | ------------------ | ----------- | ----------- | ----------- | ----------- | ----------- | ------ | ------ | ------ | ------ | ---------- | ----------- |
| 2018                       | West Bromwich              | PL                         | 6          | 3          | 2          | 1          | FACup+CdL       | -               | -               | -               | -               | -                  | -                  | -                  | -                  | -                  | -           | -           | -           | -           | -           | 6      | 3      | 2      | 1      | 50,00      | 20º         |
| 2018-2019                  | West Bromwich              | FLC                        | 35         | 17         | 9          | 9          | FACup+CdL       | 3+3             | 1+2             | 2+0             | 0+1             | -                  | -                  | -                  | -                  | -                  | -           | -           | -           | -           | -           | 41     | 20     | 11     | 10     | 48,78      | Esonerato   |
| Totale West Bromwich       | Totale West Bromwich       | Totale West Bromwich       | 41         | 20         | 11         | 10         |                 | 6               | 3               | 2               | 1               |                    | -                  | -                  | -                  | -                  |             | -           | -           | -           | -           | 47     | 23     | 13     | 11     | 48,94      |             |
| 2019-2020                  | Doncaster                  | FL1                        | 34         | 15         | 9          | 10         | FACup+CdL       | 3+1             | 1+0             | 1+0             | 1+1             | -                  | -                  | -                  | -                  | -                  | FLT         | 4           | 1           | 0           | 3           | 42     | 17     | 10     | 15     | 40,48      | 9º          |
| 2020-2021                  | Doncaster                  | FL1                        | 28         | 15         | 4          | 9          | FACup+CdL       | 4+1             | 3+0             | 0+0             | 1+1             | -                  | -                  | -                  | -                  | -                  | FLT         | 3           | 0           | 1           | 2           | 36     | 18     | 5      | 13     | 50,00      | Esonerato   |
| Totale Doncaster           | Totale Doncaster           | Totale Doncaster           | 62         | 30         | 13         | 19         |                 | 9               | 4               | 1               | 4               |                    | -                  | -                  | -                  | -                  |             | 7           | 1           | 1           | 5           | 78     | 35     | 15     | 28     | 44,87      |             |
| 2021                       | Sheffield Weds             | FLC                        | 14         | 3          | 4          | 7          | FACup+CdL       | -               | -               | -               | -               | -                  | -                  | -                  | -                  | -                  | -           | -           | -           | -           | -           | 14     | 3      | 4      | 7      | 21,43      | 24º         |
| 2021-2022                  | Sheffield Weds             | FL1                        | 46+2       | 24+0       | 13+1       | 9+1        | FACup+CdL       | 2+1             | 0+0             | 1+1             | 1+0             | -                  | -                  | -                  | -                  | -                  | FLT         | 4           | 3           | 0           | 1           | 55     | 27     | 16     | 12     | 49,09      | 4º          |
| 2022-2023                  | Sheffield Weds             | FL1                        | 0          | 0          | 0          | 0          | FACup+CdL       | 0+0             | 0               | 0               | 0               | -                  | -                  | -                  | -                  | -                  | FLT         | 0           | 0           | 0           | 0           | 0      | 0      | 0      | 0      | —          | 3º          |
| Totale Sheffield Wednesday | Totale Sheffield Wednesday | Totale Sheffield Wednesday | 60+2       | 27+0       | 17+1       | 16+1       |                 | 3               | 0               | 2               | 1               |                    | -                  | -                  | -                  | -                  |             | 4           | 3           | 0           | 1           | 69     | 30     | 20     | 19     | 43,48      |             |
| Totale carriera            | Totale carriera            | Totale carriera            | 165        | 77         | 42         | 46         |                 | 18              | 7               | 5               | 6               |                    | -                  | -                  | -                  | -                  |             | 11          | 4           | 1           | 6           | 194    | 88     | 48     | 58     | 45,36      |             |